# Balboa Island

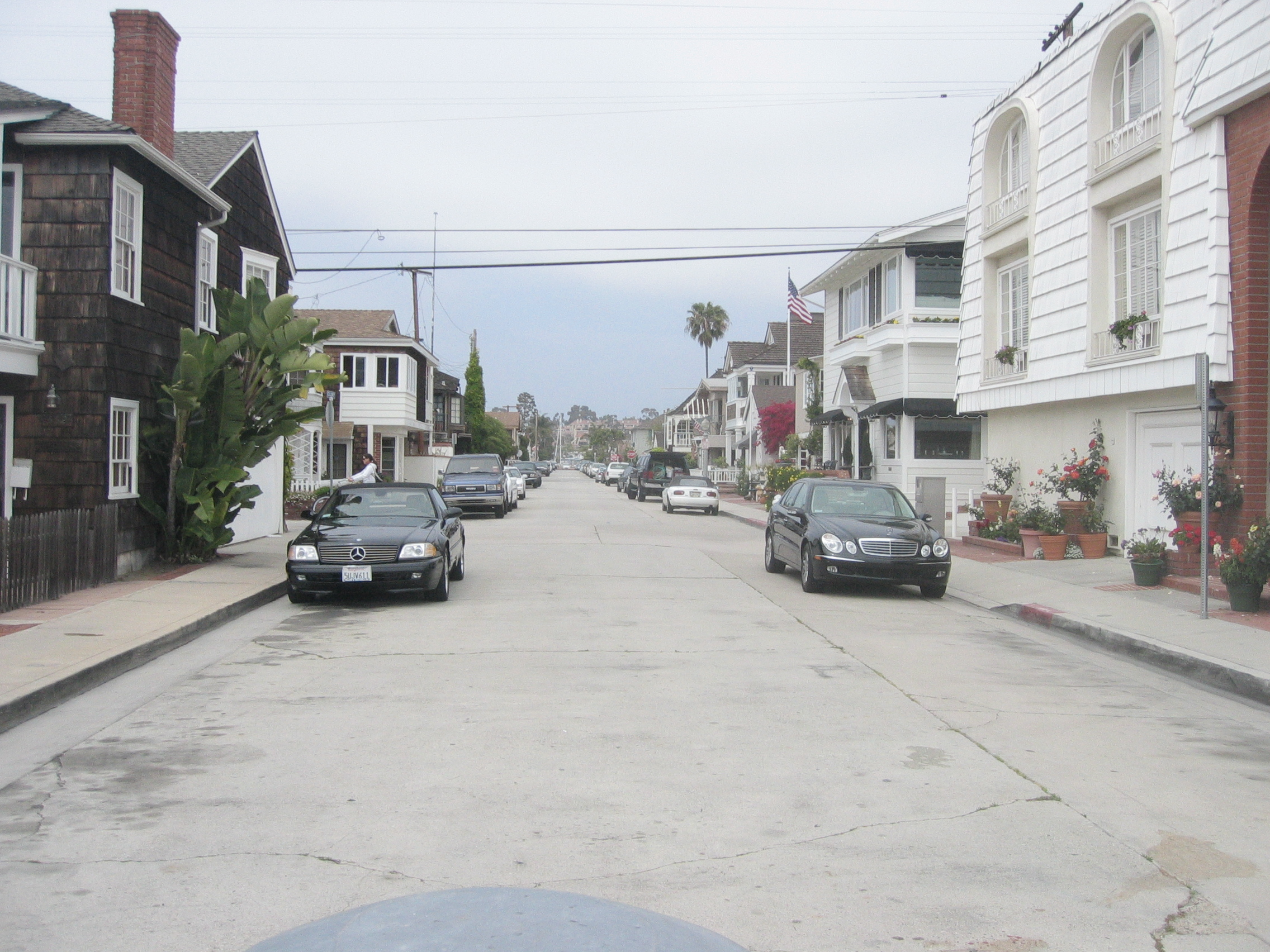
Rua típica de Balboa Island

Balboa Island é uma área de Newport Beach, Califórnia, que compreende três ilhas artificiais: Ilha Balboa, a maior; Pequena Balboa a leste, unida por uma ponte de duas vias; e Ilha Collins, a menor de todas, a noroeste, também, unida a primeira por uma ponte rodoviária. O conjunto de ilhas é ligado ao continente por uma pequena ponte a nordeste da Ilha Balboa e por três "ferryboats".
Turistas de todo o mundo se hospedam todos os anos no conjunto de ilhas, para aproveitar os dias de verão nas praias e desfrutar a noite dos tradicionais restaurantes, onde podem saborear pratos da culinária antiga e doces famosos.